# دژ براونسی
دژ براونسی (انگلیسی: Brownsea Castle) در دورست در جنوب انگلستان واقع شده‌است. این قلعه بین سال‌های ۱۵۴۵ تا ۱۵۴۷ میلادی ساخته شد.

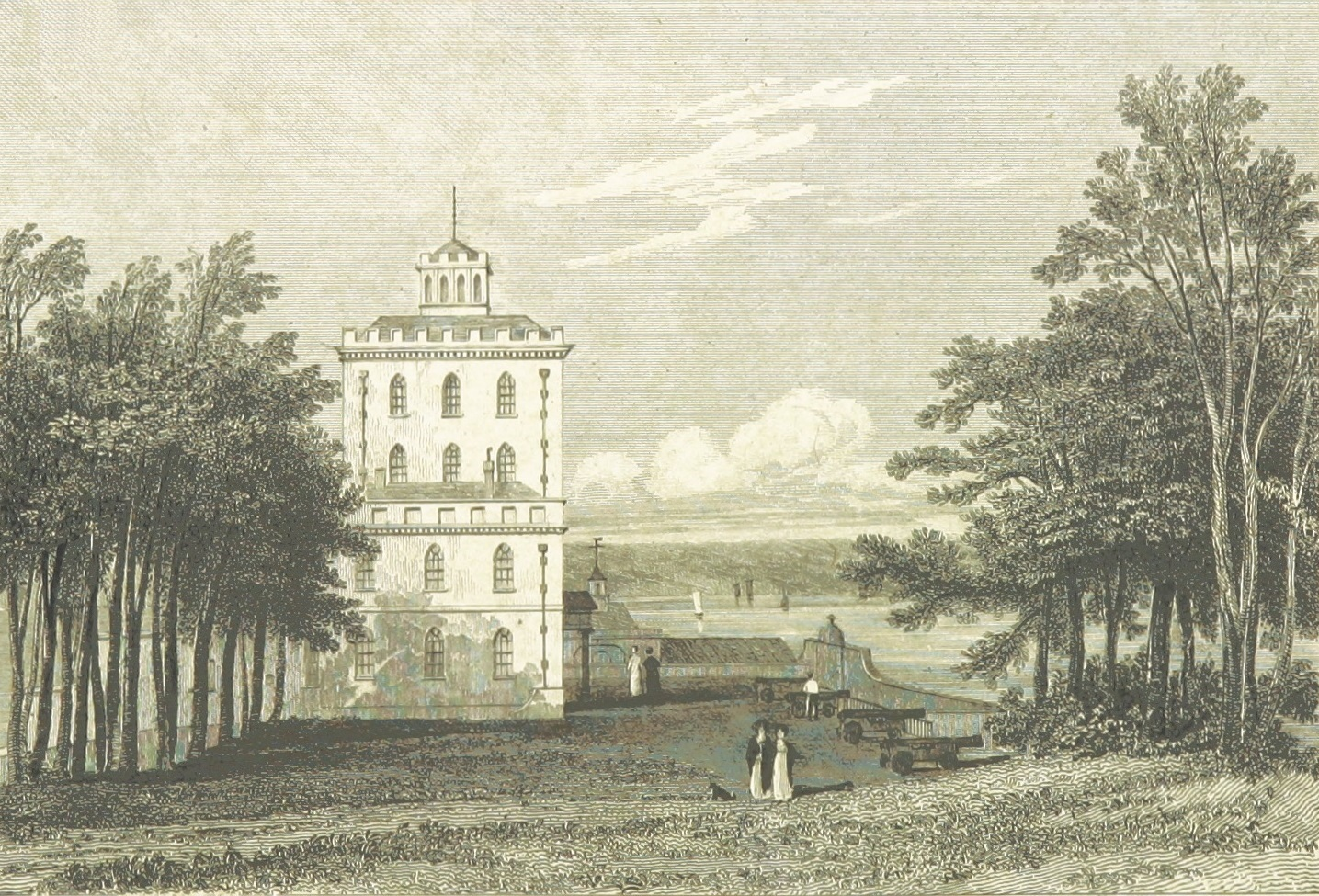
نقاشی از دژ متعلق به ۱۸۱۸ میلادی